# Brise-glace (film)
Pour plus de détails, voir Fiche technique et Distribution.
Brise-glace est un film franco-suédois réalisé en 1987 par Jean Rouch, Raoul Ruiz et Titte Törnroth, sorti en 1990.

## Fiche technique
- Titre : Brise-glace
- Réalisation : Jean Rouch, Raoul Ruiz et Titte Törnroth
- Photographie : Patrice Cologne, Andra Lasmanis et Jean Rouch
- Son : Patrick Genet
- Montage : Jean Ravel et Valeria Sarmiento
- Musique : Jorge Arriagada
- Pays d’origine :  France -  Suède
- Durée : 86 minutes
- Date de sortie : Suède - 5 septembre 1990